# Plagithmysus pittospori
Plagithmysus pittospori là một loài bọ cánh cứng trong họ Cerambycidae.